# Pfarrkirche Irenental

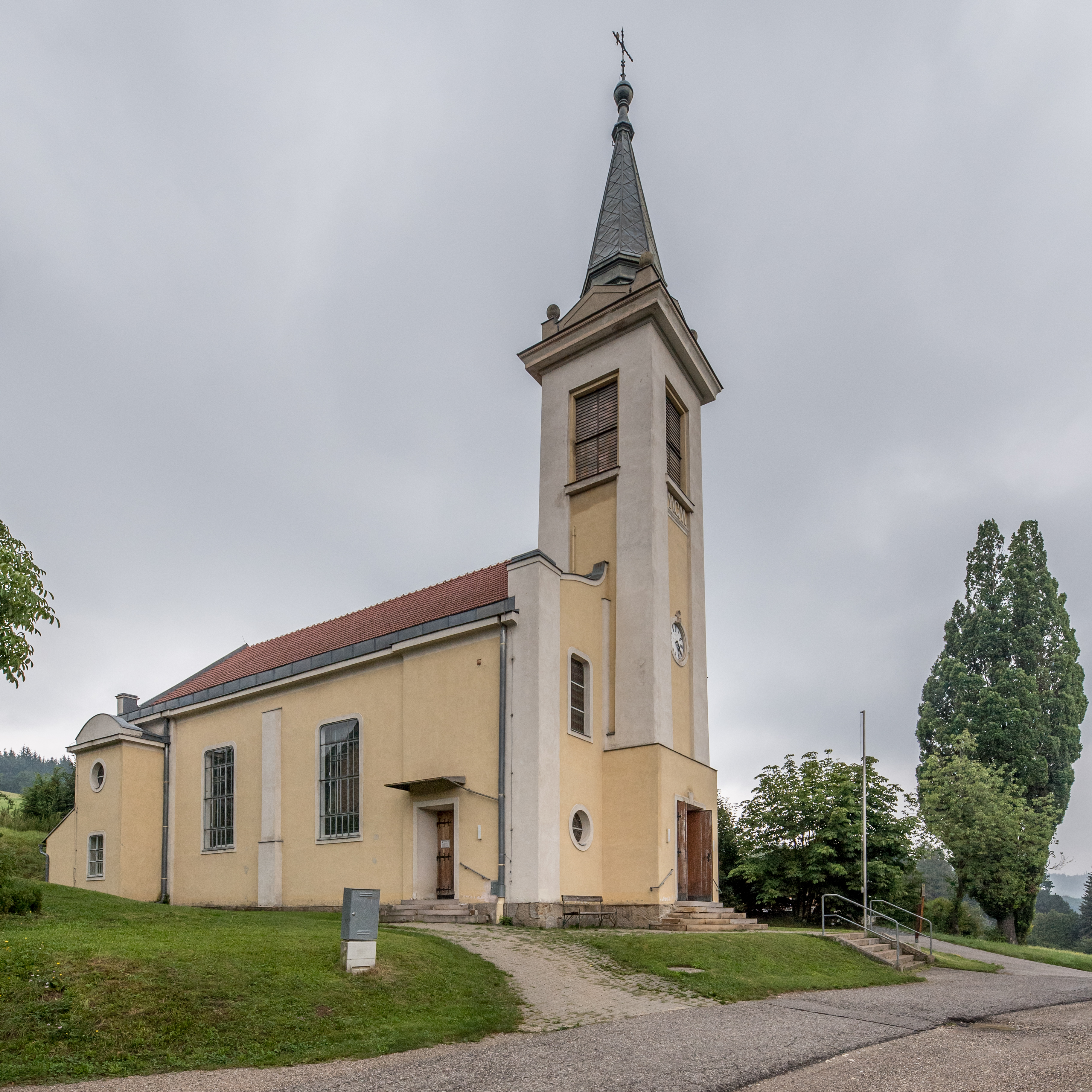
Katholische Pfarrkirche Maria Schnee in Irenental

Die römisch-katholische Pfarrkirche Irenental steht leicht erhöht in der Ortschaft Irenental in der Marktgemeinde Tullnerbach im Bezirk St. Pölten-Land in Niederösterreich. Die dem Patrozinium Maria Schnee unterstellte Pfarrkirche gehört zum Dekanat Purkersdorf im Vikariat Unter dem Wienerwald der Erzdiözese Wien.

## Geschichte
Die Kirche wurde 1900/1901 erbaut. Die Kirche wurde 1974 innen und 1976 außen restauriert.

## Architektur
Die nach Norden ausgerichtete schlichte Saalkirche mit einer polygonal geschlossenen niedrigen Apsis hat einen eingestellten Südturm. Neben der Kirche steht eine Statue Herz Jesu um 1900.
Das Kircheninnere hat im Langhaus und Chor Tonnengewölbe und im Chorschluss eine Kalottenwölbung und eine hölzerne Emporenbrüstung.
Die figurale Glasmalerei der Mayer’schen Hofkunstanstalt 1901 zeigt Mariä Verkündigung und Mariä Krönung, den hl. Franz von Sales und einen weiteren Heiligen und im Chor Erzengel Michael und hl. Aloysius.

## Einrichtung
Die Einrichtung ist überwiegend aus der Bauzeit.
Der Steinaltar trägt einen Tempiettoaufsatz. Die seitlichen Retabelaltäre zeigen die nazarenischen Bilder Herz Jesu und hl. Josef mit Kind.
Das barocke Triumphbogenkruzifix entstand in der zweiten Hälfte des 18. Jahrhunderts. Der Fliesenboden nennt die Teplitzer Chamotte Fabrik.
Die Orgel in einem neobarocken Gehäuse wurde 1906 aus der Pfarrkirche Rodaun oder aus der ehemaligen Schlosskapelle Alt-Erla hierher übertragen.